# Municipio de Le Sauk
El municipio de Le Sauk (en inglés: Le Sauk Township) es un municipio ubicado en el condado de Stearns en el estado estadounidense de Minnesota. En el año 2010 tenía una población de 1766 habitantes y una densidad poblacional de 64,31 personas por km².

## Geografía
El municipio de Le Sauk se encuentra ubicado en las coordenadas 45°38′46″N 94°14′52″O / 45.64611, -94.24778. Según la Oficina del Censo de los Estados Unidos, el municipio tiene una superficie total de 27.46 km², de la cual 26.41 km² corresponden a tierra firme y (3.81%) 1.05 km² es agua.

## Demografía
Según el censo de 2010, había 1766 personas residiendo en el municipio de Le Sauk. La densidad de población era de 64,31 hab./km². De los 1766 habitantes, el municipio de Le Sauk estaba compuesto por el 94.39% blancos, el 0.91% eran afroamericanos, el 0.28% eran amerindios, el 2.6% eran asiáticos, el 0.11% eran isleños del Pacífico, el 0.34% eran de otras razas y el 1.36% pertenecían a dos o más razas. Del total de la población el 1.08% eran hispanos o latinos de cualquier raza.